# Maciej Radomicki
Maciej Radomicki herbu Kotwicz (ur. 1648, zm. 24 września 1728) – kasztelan kaliski, wojewoda inowrocławski, wojewoda poznański, wojewoda kaliski.
Syn Kazimierza Władysława, kasztelana kaliskiego. Brat Władysława, kasztelana i wojewody poznańskiego i Andrzeja Aleksandra, wojewody poznańskiego. Żonaty z Ludwiką Zaleską, córką  Wacława Zaleskiego, miał córkę Katarzynę, zamężna z Jerzym Felicjanem Sapiehą, wojewodą mścisławskim.
3 lutego 1703 roku został mianowany starostą generalnym wielkopolskim, jeden ze stronników Augusta II. Był fundatorem kościoła w Żerkowie. W latach 1698–1702 sprawował urząd kasztelana kaliskiego. Od 31 sierpnia 1702, przez pół roku pełnił obowiązki wojewody kaliskiego. W latach 1703–1725 był wojewodą inowrocławskim. Był uczestnikiem Walnej Rady Warszawskiej 1710 roku. Od 1722 roku do śmierci związany z Poznaniem. Pochowany został w Żerkowie.